# كريس سعيد
كريس سعيد (بالإنجليزية: Christopher Said)‏ هو سياسي مالطي، ولد في 10 يوليو 1970 في مالطا. حزبياً، نشط في الحزب الوطني (مالطا). في 2017 Maltese general election ‏، انتخب member of the 13th House of Representatives of Malta ‏ عن دائرة District 13, Malta ‏ وقد انضم خلال فترته النيابية  للكتلة البرلمانية Forza Nazzjonali ‏.